# Мікроетнічна спільність
Мікроетнічна спільність — етнічна спільність нижчого ієрархічного рівня, що входить до складу близьких в культурно-мовному відношенні і пов'язаних між собою спорідненістю походження та історичних доль етнічних спільностей середньої (етносів) та вищої (макроетнічна спільність) ланок етнічної класифікації. Лев Гумільов такі таксони нижчого етнічного рівня називав конвіксіями.
Варто розрізняти етносоціальні та етнокультурні мікроетнічні спільності, які здебільшого тією чи іншою мірою збігаються й пов'язані між собою спадково, а також їх стадійно-історичні типи. За доби ранньої первісності, періоду мисливсько-збиральницьких сусп-в, мікроетнічні спільності виступають у вигляді певних сукупностей пов'язаних між собою шлюбними та багатьма іншими відносинами рухомих кровно-споріднених общин, які, ведучи рухомий спосіб життя, займають певну компактну територію. З часів неолітичної революції, особливо на фінальних стадіях первісності на ґрунті певної кількості споріднених, осілих або кочових, родових та гетерогенних (сегментних) общин, пов'язаних сталими шлюбними, економічними, соціальними, культурно-культовими тощо відносинами, формуються споріднені за походженням, віруваннями, звичаями, говірками та іншим племена, які часто-густо виступають у формі чіфдомів (вождеств) і можуть розглядатись як мікроетнічні спільності тієї стадії етнічного розвитку. На фінальних стадіях первісності вони можуть об'єднуватися і утворювати макроетнічні спільності у вигляді союзів племен та складних чіфдомів, проте ранньодержавні соціальні організми можуть утворюватися на ґрунті мікроетнічних спільностей з окремих племен і подібних їм етнічних груп, як то було у найдавніших цивілізаціях Близького Сходу чи на початку античної доби. В такому випадку мікроетнічні спільності ранньокласової (ранньодержавної) стадії розвитку утворюються у вигляді окремих міст-держав (номів, полісів), які можуть або відносно швидко інтегруватися у значно більші державні утворення (як Стародавній Єгипет, об'єднані царства Шумера і Аккада), або розвиватися як міста-держави ще тривалий час (Фінікія, Давня Греція).
В інших випадках ранньокласові суспільства виникають у вигляді складних соціальних організмів, у системі яких окреме домінуюче ядро панує над раніше самостійними, але підкореними племінними княжіннями або, у кочовиків, ордами, які і становлять мікроетнічну спільність (початкова Київська Русь, численні утворення кочовиків євразійських степів, ранньодержавні об'єднання Субсахарської Африки тощо). В такому випадку при подальшому розвитку можемо спостерігати їх поступове зникнення через реструктуризацію та утворення нових етнополітичних, з тенденцією до набуття виразних етнокультурних ознак, мікроетнічних спільностей (феодальні володіння, що виникли в Західній Європі в процесі дезінтеграції імперії Карла Великого і королівств його онуків, давньоруські землі-князівства XII—XIII століть). Унаслідок їх об'єднання (навколо певного ядра — як королівський домен Франш-Конте у північній Франції або козацького Середнього Подніпров'я з Києвом та Запорозькою Січчю в Україні) та подальшої інтеграції й уніфікації в Європі впродовж пізнього середньовіччя та у перші століття Нового часу утворюються народності-протонації, окремі народи — етноси середньої таксономічної ланки, на ґрунті яких складаються новоєвропейські нації. За таких умов консолідація мікроетнічної спільності, що зберігається в окремих країнах до другої половини XIX століття, а подекуди (Італія, Німеччина, Україна) до XX сторіччя як досить сталі утворення, поступово відходять на другий план, залишаючись у вигляді окремих етнотериторіальних, з певною культурно-побутовою та діалектною специфікою, груп. Часто їх збереженню сприяє конфесійна специфіка (католицизм баварців, греко-католицизм галичан і закарпатців-русинів тощо).
Останнім часом в окремих регіонах Західно-Центральної Європи, де територіальні мікроетнічні спільності збереглися краще, ніж в інших (Італія, Іспанія) та навіть мають статус федеральних земель (Німеччина) спостерігаються процеси підвищення значення ідентичності на їх основі. Деякі дослідники припускають, що відповідно до успіхів інтеграції в межах Євросоюзу та все більшого передання функцій окремих держав спільноєвропейським інституціям значення територіальних мікроетнічних спільностей буде зростати як в культурному відношенні, так і на політичному рівні.